# La hermana San Sulpicio (pel·lícula de 1952)
La hermana San Sulpicio és una pel·lícula espanyola de comèdia del 1952 dirigida per Luis Lucia Mingarro i protagonitzada per Carmen Sevilla, Jorge Mistral i Julia Caba Alba. Va ser la tercera adaptació de la coneguda novel·la d'Armando Palacio Valdés de 1889 La hermana San Sulpicio. Les altres dues foren rodades per Florián Rey el 1927 i el 1934, ambdues protagonitzades per Imperio Argentina.

## Sinopsi
Ceferino és un metge gallec, seriós i recte; Gloria, en canvi, és una andalusa maca i rica de caràcter extravertit i dominant. Sobtadament, un dia Gloria pren una decisió sorprenent: fer-se monja. La casualitat fa que vagi destinada a un hospital a curar dels moribunds, del qual és director el doctor Ceferino. Entre ells sorgeix l'amor, però no poden casar-se perquè ella és monja.

## Repartiment
- Carmen Sevilla - Gloria Alvargonzález / Hermana San Sulpicio
- Jorge Mistral - Ceferino Sanjurjo
- Julia Caba Alba - Hermana Guadalupe
- Milagros Carrión
- Juana Ginzo
- Manuel Guitián
- Manolo Gómez Bur - Daniel Suárez
- Casimiro Hurtado
- Ana de Leyva
- Manuel Luna - D. Sabino
- Juana Mansó
- Antonio Ozores
- Antonio Riquelme
- Rosario Royo

## Premis
La pel·lícula va aconseguir un premi econòmic de 100.000 ptes, als premis del Sindicat Nacional de l'Espectacle de 1952.